# Jorgo Pëllumbi
Jorgo Pëllumbi (* 15. Juli 2000 in Korça) ist ein albanischer Fußballspieler.

## Karriere

### Verein
Pëllumbi begann seine Karriere beim KF Skënderbeu Korça. Im September 2016 spielte er im Cup gegen den KF Butrinti Saranda erstmals für die Profis. Sein Debüt in der Kategoria Superiore gab er im Mai 2018, als er am 35. Spieltag der Saison 2017/18 gegen den KS Luftëtari Gjirokastra in der 64. Minute für Ali Sowe eingewechselt wurde. Mit Skënderbeu wurde er am Saisonende Meister. In der Saison 2018/19 kam er zu 15 Einsätzen in der höchsten albanischen Spielklasse. In der Saison 2019/20 absolvierte Pëllumbi 31 Spiele in der Kategoria Superiore.

### Nationalmannschaft
Pëllumbi spielte 2016 vier Mal für die albanische U-17-Auswahl. Im Juni 2019 debütierte er gegen die Türkei für die U-21-Mannschaft.

## Erfolge
KF Skënderbeu Korça
- Albanischer Meister: 2017/18
- Albanischer Pokalsieger: 2016/17